# 야하타히가시구
야하타히가시구(일본어: 八幡東区)는 일본 후쿠오카현 기타큐슈시를 구성하는 7개의 행정구 중 하나이다.
일찍이 제철업으로 번창한 곳으로 신일본제철 야하타제철소가 있다. 제철소 유휴지의 재개발로 도다 지구(JR 스페이스월드역 주변 지구)에는 우주를 테마로 한 테마파크·스페이스 월드, 기타큐슈 시립 생명의 여행 박물관, 이온 야하타히가시 쇼핑센터 등 새로운 시설이 건설되고 있다.

## 역사
- 1889년 - 온가군 야하타촌이 성립하였다.
- 1900년 - 정으로 승격해 야하타정이 되었다.
- 1901년 - 관영 야하타 제철소의 조업이 시작되었다.
- 1917년 - 시로 승격해 야하타시가 되었다.
- 1963년 2월 10일 - 야하타시가 고쿠라시·모지시·도바타시·와카마쓰시와의 합병으로 기타큐슈시의 일부가 되었다.
- 1963년 4월 1일 - 기타큐슈시가 정령지정도시가 되어 옛 야하타시 지역은 야하타구가 되었다.
- 1974년 - 야하타구가 야하타히가시구와 야하타니시구로 분구되었다.

## 경제
- 야하타 제철소

## 교육
- 규슈 국제대학

## 교통

### 철도
- 규슈 여객철도 가고시마 본선

### 도로
- 규슈 자동차도
- 국도 제3호선